# Vallettas saluhall
Vallettas saluhall (maltesiska: is-Suq tal-Belt, uttalas: [ɪˈsːuːʔ tɐl ˈbɛlt]) är en saluhall byggd på 1800-talet i Maltas huvudstad Valletta. Saluhallen är historiskt betydelsefull eftersom den var den första byggnaden på Malta som huvudsakligen uppfördes i järn. Vallettas saluhall skadades svårt under bombningarna under andra världskriget.
Saluhallens glansdagar vände nedåt under 1970-talet. På 1980-talet gjordes ett försök att omprofilera saluhallen under namnet Ixtri Malti (”köp maltesiskt”), men försöket misslyckades. Förfallet fortsatte tills hallen renoverades åren 2016–2017. Den nya saluhallen is-Suq tal-Belt, som på maltesiska betyder ”stadens saluhall”, öppnade i januari 2018. Idag rymmer saluhallen flera restauranger och ett snabbköp i källarplanet.

## Historia

### Den första saluhallen

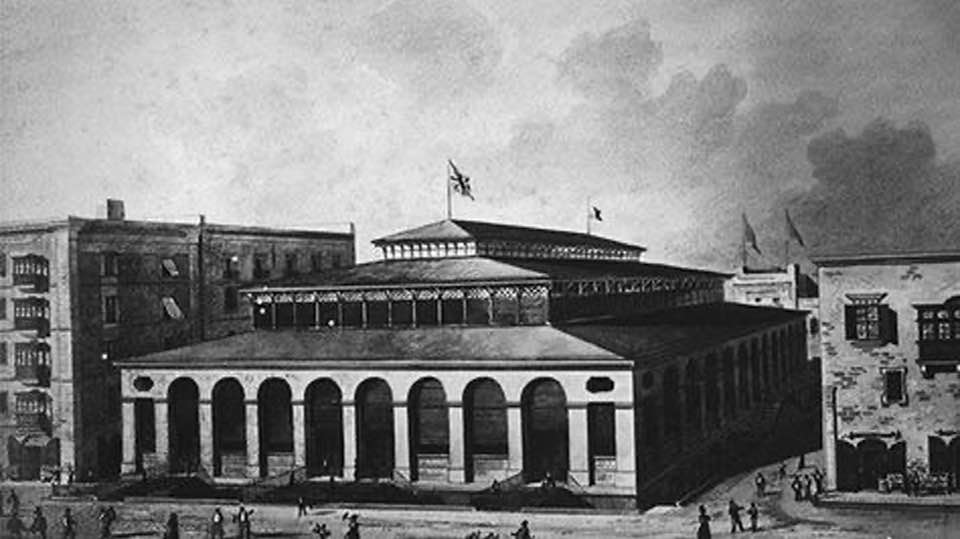
Saluhallen år 1900.

På 1500-talet låg torget Piazza del Malcantone på den plats där saluhallen nu står. Torget användes för att visa upp, förnedra och tortera personer dömda för brott innan de hängdes i Floriana. Dessutom fungerade torget som marknadsplats där spannmål och jordbruksprodukter såldes. Den första saluhallen på platsen byggdes under johanniterriddarnas tid. Denna saluhall var en tvåvåningsbyggnad i barockstil med en innergård och en fontän i mitten. Runt innergården fanns arkader med butiker i två våningar. År 1784 hade byggnaden två ingångar, en mot dagens Triq il-Merkanti och en annan mot Triq San Pawl. Byggnaden revs under den brittiska perioden på grund av hygienproblem. Vid restaureringen av den nuvarande saluhallen 2016–2017 hittades lämningar från den ursprungliga hallen, såsom regnvattenreservoarer uthuggna i klippan och delar av väggar. Fynden gjorde det möjligt för arkeologer att skapa en 3D-rekonstruktion av byggnaden.
Det fanns ett förslag om att bygga en protestantisk kyrka på platsen, men planerna förverkligades aldrig.

### Den nuvarande saluhallen

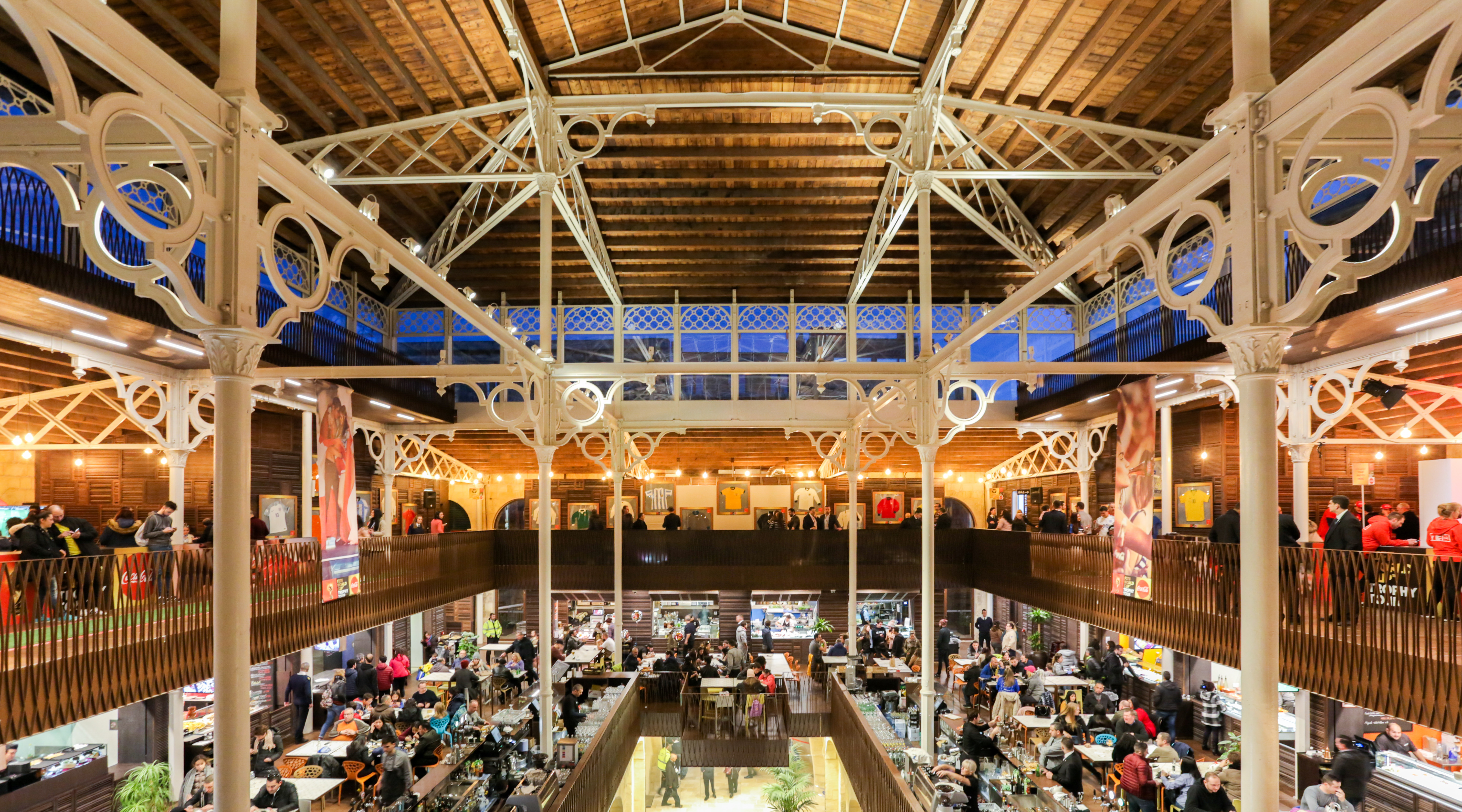
Saluhallens interiör i 2018.

Planer på att bygga en ny täckt marknad i Valletta påbörjades 1845. Vallettas saluhall uppfördes 1859–1861 på platsen för ett gammalt fängelse. Den nuvarande saluhallen ritades av Hector Zimelli, men färdigställdes under överinseende av Emanuele Luigi Galizia. Byggkostnaden uppgick till 3 934 pund. Ursprungligen fanns det 153 försäljningsstånd och 65 källare i byggnaden. Material som användes var järn och kalksten. Taket är gjort av bearbetat järn på en stomme av trä och bärs upp av järnpelare. Järnet som användes återvanns från andra byggnader på ön, bland annat flottans bageri och Corradinofängelset.
Inspiration till byggnaden hämtades från Covent Garden i London och Halles Centrales i Paris. Bygget av Vallettas saluhall inspirerade liknande projekt på andra håll i det brittiska imperiet, till exempel i Calcutta.
Den 7 april 1942 under andra världskriget träffades saluhallen av en flygbomb, vilket förstörde en tredjedel av byggnaden. De skadade delarna återuppbyggdes senare, men inte enligt originalritningarna, vilket ledde till att takets symmetri gick förlorad. År 1966 uppfyllde byggnaden inte längre hygienkraven och genomgick en grundlig renovering. År 1970 tillkom två nya våningar och två hissar. Saluhallen blomstrade några år, innan nedgången började i mitten av 1970-talet.
År 1982 flyttades verksamheten till Floriana, och året därpå omprofilerades Vallettas saluhall till en shoppingarkad under namnet Ixtri Malti (”köp maltesiskt”). Omprofileringen blev ett totalt misslyckande, och hallen flyttades tillbaka till Valletta 1989. Trots detta fortsatte nedgången. Den 28 mars 2012 klassades Vallettas saluhall av Maltas miljö- och planeringsmyndighet (L-Awtorità ta’ Malta dwar l-Ambjent u l-Ippjanar) som ett nationellt monument i skyddsklass 1.
År 2016 påbörjades restaureringen av saluhallen, delvis på grund av Vallettas status som Europas kulturhuvudstad 2018.